# Chieming
Chieming är en kommun och ort i Landkreis Traunstein i Regierungsbezirk Oberbayern i förbundslandet Bayern i Tyskland.  Chieming, som för första gången nämns i Notitia Arnonis från år 790, har cirka 5 000 invånare.

## Administrativ indelning
Chieming består av 38 Ortsteile.
| - Arlaching - Aufham - Außerlohen - Billing - Chieming - Egerer - Eglsee - Fehling - Grilling - Hart | - Hilleck - Holzmann - Hub - Ising - Kainrading - Kleeham - Knesing - Kötzing - Laimgrub - Lenglach | - Manholding - Meising - Neubauer - Oberhochstätt - Öd - Pfaffing - Pittersdorf - Schützing - Siedenberg - Storfling | - Stöttham - Tabing - Thauernhausen - Unterhochstätt - Wald - Weidach - Weidboden - Wimpersing |